# Barrio Juniors (Córdoba)
Juniors es un barrio de la ciudad argentina de Córdoba. Se encuentra en el sector centro-este,se caracteriza por ser un barrio residencial de calles anchas, sin edificios en altura.

## Límites
Juniors se encuentra delimitado por la calle Rosario de Santa Fé al Norte; las calles Perales Machado y Larrea al Este; y el río Suquia al Sur y al Oeste.

## Deportes y lugares recreativos
En el sur del barrio se encuentra el estadio y la sede del Club Atlético General Paz Juniors, uno de los mayores clubes deportivos de la ciudad, fundado en el año 1914.

## Locales y otros establecimientos ubicados en este barrio
- Hospital Neuropsiquiátrico Provincial (Córdoba)

- Datos: Q16301820